# Labrujó, Rendufe e Vilar do Monte
Labrujó, Rendufe e Vilar do Monte ist eine portugiesische Gemeinde (Freguesia) im Kreis (Concelho) Ponte de Lima im Nordwesten Portugals.

## Geschichte
Die Gemeinde entstand im Zuge der Gebietsreform vom 29. September 2013 durch die Zusammenlegung der ehemaligen Gemeinden Labrujó, Rendufe und Vilar do Monte. Rendufe wurde Sitz der neuen Verwaltung.

## Demographie
| Freguesia | Freguesia                         | Freguesia | Freguesia       | ehemalige Freguesias | ehemalige Freguesias | ehemalige Freguesias | ehemalige Freguesias |
| --------- | --------------------------------- | --------- | --------------- | -------------------- | -------------------- | -------------------- | -------------------- |
| Wappen    | Freguesia                         | Einwohner | Fläche in (km²) | Wappen               | Freguesia            | Einwohner            | Fläche in (km²)      |
|           | Labrujó, Rendufe e Vilar do Monte | 315       | 11,26           |                      | Labrujó              | 129                  | 4,36                 |
|           | Labrujó, Rendufe e Vilar do Monte | 315       | 11,26           | Rendufe              | 179                  | 3,72                 |                      |
|           | Labrujó, Rendufe e Vilar do Monte | 315       | 11,26           | Vilar do Monte       | 106                  | 3,18                 |                      |